# Beusichemse veer

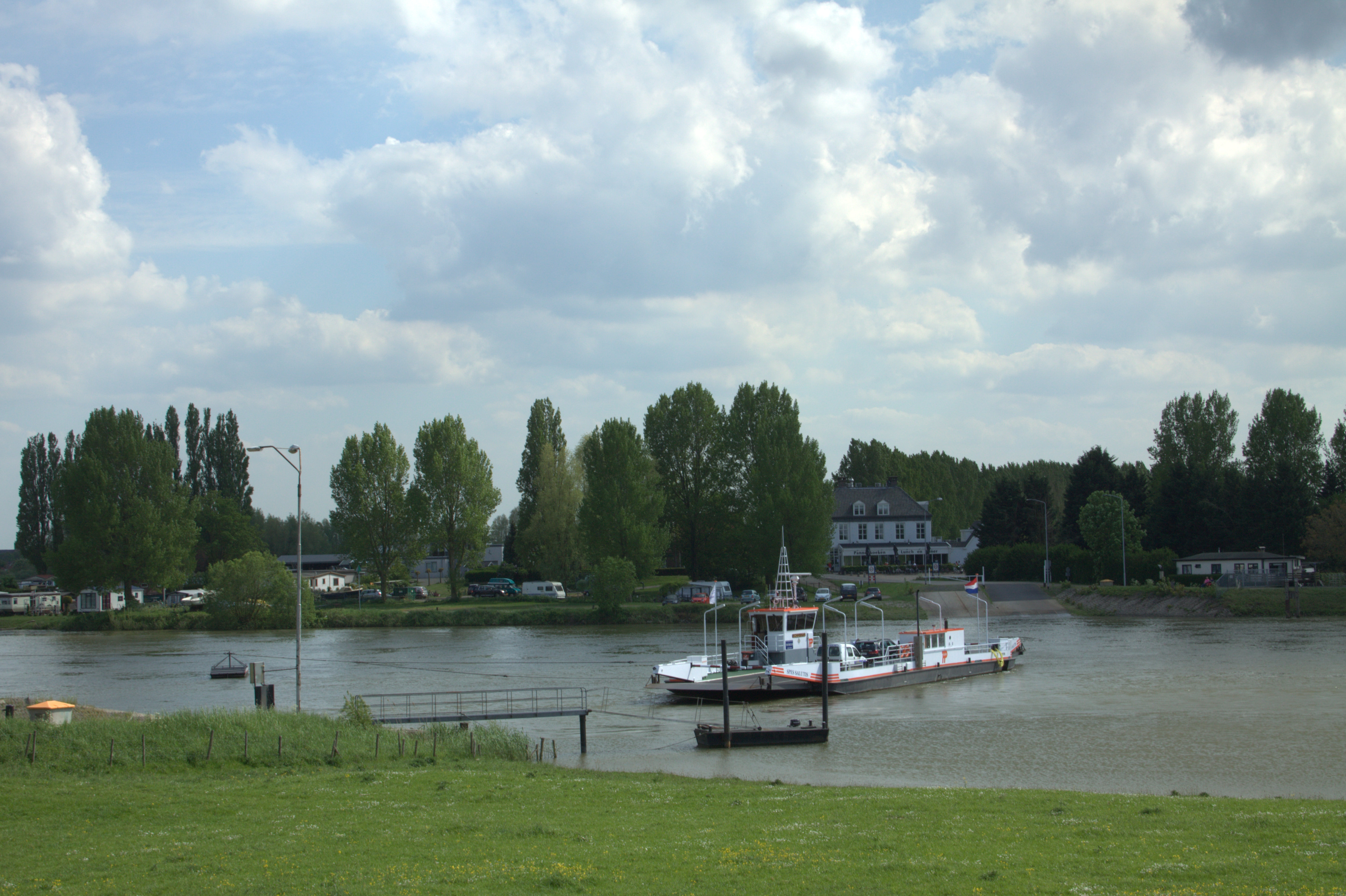
Pontveer van Beusichem naar Wijk bij Duurstede

Het Beusichemse veer is een autoveerverbinding over de Nederlandse rivier de Lek tussen Beusichem en Wijk bij Duurstede. De veerdienst is een van de twee veerdiensten die ontsluiting bieden op Wijk bij Duurstede vanaf de Gelderse zijde van de Lek.

## Historie
Al sinds de 14e eeuw is er al een veerdienst op de huidige locatie. Het Beusichemse Veer diende als doorgaande route tussen Utrecht en steden in het zuiden, zoals Tiel en Nijmegen. Aan de noordzijde (de Stichtse of Utrechtse zijde) ligt een van oudsher provinciale wegverbinding via Houten naar Utrecht. Ook leidt de Romeinenbaan via Wijk bij Duurstede in de richting van Amersfoort. Aan de zuidzijde van het veer zijn er doorgaande verbindingen richting onder meer Tiel gelegen. Vanwege de komst van vaste oeververbindingen, zoals de Hagesteinsebrug (A27), de Kuilenburgse spoorbrug en de Rijnbrug bij Rhenen is het belang van de veerverbindingen in de loop der tijd afgenomen.
Tot 2007 was de veerdienst een gemeentelijk bedrijf, dat deel uitmaakte van de gemeente Beusichem en vervolgens, als gevolg van de gemeentelijke herindeling in van 1978 onderdeel uitmaakte van de gemeente Buren. In 2007 werd de veerdienst geprivatiseerd. Het pontveer is onderdeel van een Nederlands veerbedrijf.

## Pontveer
De huidige veerpont, de Spes Salutis, is sinds 1986 in gebruik als veerpont tussen Beusichem en Wijk bij Duurstede. In datzelfde jaar werd het schip gebouwd aan de werf van Jac. den Breejen in Hardinxveld-Giessendam. De veerpont is 42 meter lang en 12 meter breed en laat een tonnage toe van circa 100 ton. Hiermee is de Beusichemse veerpont een van de grootste als het gaat om pontveerverbindingen over de Nederlandse rivieren. In de directe omgeving is het Wijkse veer een grotere veerpont.
In de huidige situatie sluit de veerverbinding aan de noordzijde vrijwel direct aan op de N229. Aan de zuidzijde is een ontsluiting, via Beusichem, op de N320. Vooral de verkeersrelatie tussen Amersfoort, via het Beusichemse Veer naar Culemborg en Geldermalsen is van belang. Dit heeft te maken dat de route via het veer vaak sneller is dan de route via het autosnelwegennet. Rondom Utrecht staat vaak een file in de spitstijden.
Bij hoge waterstanden kan het voorkomen dat pontveren gestremd worden, omdat het niet mogelijk is aan te meren bij de veerstoep. De veerstoep ligt dan onder water, waardoor voertuigen de pont niet op- of af kunnen rijden. Het Beusichemse Veer gaat in dergelijke situaties vaak pas als een van de laatste veerdiensten in de regio uit de vaart, omdat de veerstoep relatief hoger ligt. Dit zorgt voor een beperking in het aantal stremmingen van het veer.

## Overige functies
Aan de Beusichemse zijde van de Lek staat het veerhuis. Tegenwoordig is het veerhuis een restaurant. Veerhuizen vervullen van oudsher een dubbele functie: als woonhuis van de veerwachter en om vermoeide reizigers te voorzien van kost en onderdak. Het gebouw staat op een natuurlijke verhoging, de oeverwal van de Lek. Ook bij extreem hoge waterstanden blijft het in principe droog liggen.
Naast het veerhuis zijn er aan de Beusichemse zijde nog een jachthaven en een camping te vinden.